# Wallace och Gromit

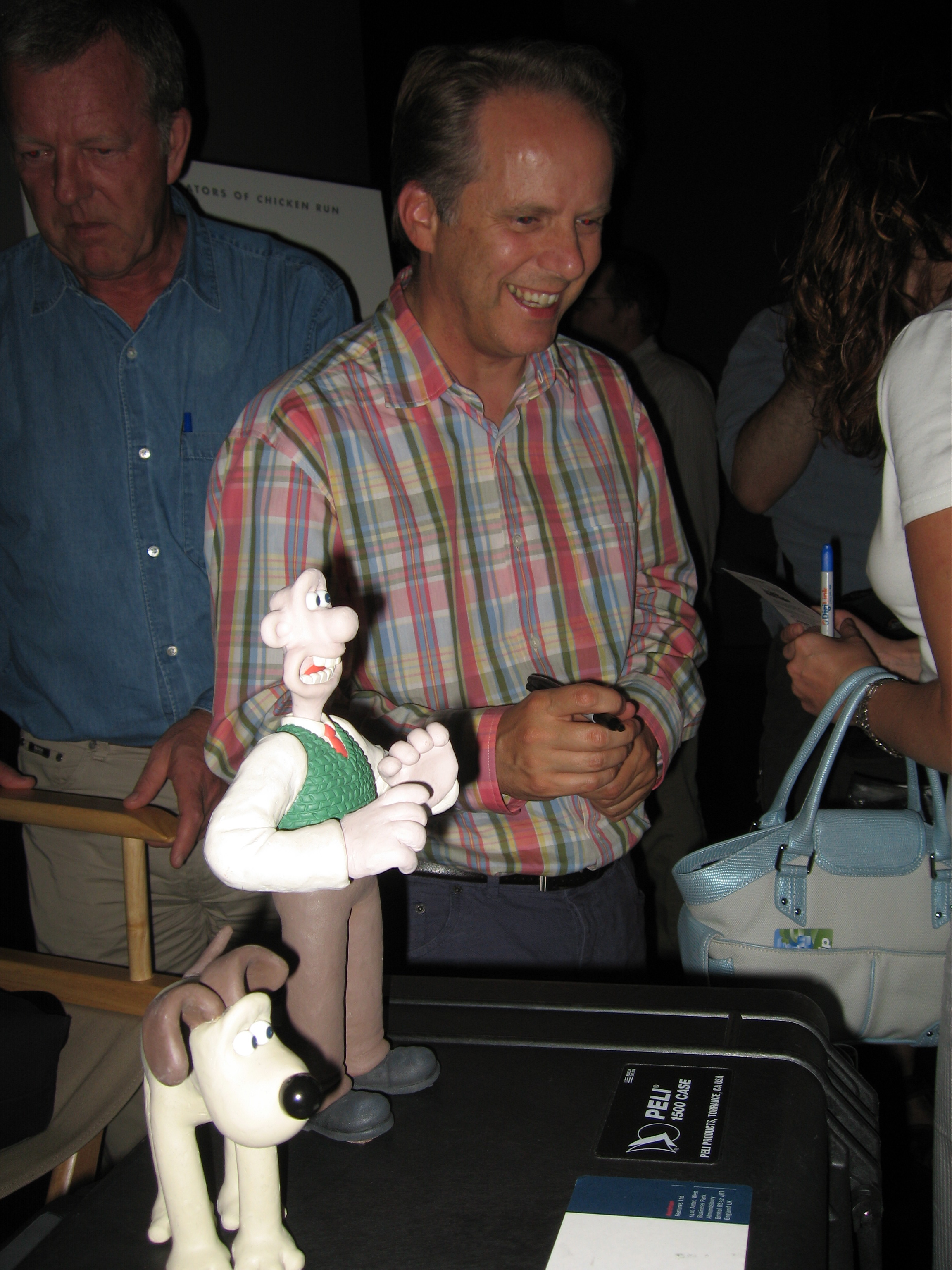
Framifrån: Gromit, Wallace och skaparen Nick Park

Wallace och Gromit är huvudfigurerna i sex animerade brittiska filmer av Nick Park från Aardman Animations. De är gjorda av modellermassa och filmade med stop motion-tekniken.
Wallace är en mindre framgångsrik uppfinnare som älskar ost och är husse till hunden Gromit. Gromit är lugn och smartare än sin husse.
Fyra korta filmer och två långfilmer har gjorts om Wallace och Gromit:
- Wallace & Gromit: Osten är slut (Wallace & Gromit: A Grand Day Out, 1989)
- Wallace & Gromit: Fel brallor (Wallace & Gromit: The Wrong Trousers, 1993)
- Wallace & Gromit: Nära ögat (Wallace & Gromit: A Close Shave, 1995)
- Wallace & Gromit: Varulvskaninens förbannelse (Wallace & Gromit: The Curse of the Were-Rabbit, 2005)
- Wallace & Gromit: En strid på liv och bröd (Wallace & Gromit: A Matter of Loaf and Death, 2008)
- Wallace & Gromit: Hämnden har vingar (Wallace & Gromit: Vengeance Most Fowl, 2024)

Även tre datorspel med figurerna har gjorts:
- Wallace & Gromit in Project Zoo (2003)
- Wallace & Gromit: The Curse of the Were-Rabbit (2005)
- Wallace & Gromit's Grand Adventures (2009)